# The Best of Sade
The Best of Sade es el primer álbum de grandes éxitos de la banda británica Sade, publicado por Epic Records en el Reino Unido el 31 de octubre de 1994 y en los Estados Unidos el 4 de noviembre de 1994. La compilación contiene sencillos publicados durante los primeros cuatro álbumes de estudio de Sade, y también incluye canciones no publicados como sencillos, tales como «Jezebel», «Like a Tattoo» y «Pearls», así como también «Please Send Me Someone to Love», la cual apareció en la banda sonora de la película de 1993, Philadelphia. El álbum fue remasterizado digitalmente en 2000.

## Recepción de la crítica
Jason Elias, escribiendo para AllMusic, dijo: “Para cuando se lanzó esto en 1994, sucedió algo inesperado. Los primeros trabajos de Sade se convirtieron en clásicos y las adiciones posteriores incluyeron incluso mejores voces y canciones que mejoraron muy bien el tema. El sonido atemporal y la clase siempre exhibieron hace que Sade Adu y su banda sean una obviedad para una compilación atractiva. Al igual que el Greatest Hits de Al Green, The Best of Sade no resta valor a los álbumes originales y es un marcador de tiempo, no el final del acto. A pesar de su riqueza, The Best of Sade no incluye todo lo mejor, ya que «Maureen» y «Keep Looking» no están aquí. Es una pequeña queja y The Best of Sade Sade es un gran resumen”. Robert Christgau llamó al álbum “otra alternativa loungecore”.

## Lista de canciones
| Lista de canciones de The Best of Sade |                                                  |                                 |                           |          |  |
| N.º                                    | Título                                           | Escritor(es)                    | Lanzamiento original      | Duración |  |
| 1.                                     | «Your Love Is King»                              | Sade Adu Stuart Matthewman      | Diamond Life, 1984        | 3:40     |  |
| 2.                                     | «Hang On to Your Love» (Edited version)          | Adu Matthewman                  | Diamond Life, 1984        | 4:30     |  |
| 3.                                     | «Smooth Operator» (Single version)               | Adu Ray St. John                | Diamond Life, 1984        | 4:19     |  |
| 4.                                     | «Jezebel»                                        | Adu Matthewman                  | Promise, 1985             | 5:29     |  |
| 5.                                     | «The Sweetest Taboo»                             | Adu Martin Ditcham              | Promise, 1985             | 4:37     |  |
| 6.                                     | «Is It a Crime?»                                 | Adu Matthewman Andrew Hale      | Promise, 1985             | 6:22     |  |
| 7.                                     | «Never as Good as the First Time» (Single remix) | Adu Matthewman                  | Promise, 1985             | 3:58     |  |
| 8.                                     | «Love Is Stronger Than Pride»                    | Adu Matthewman Hale             | Stronger Than Pride, 1988 | 4:18     |  |
| 9.                                     | «Paradise» (Single remix)                        | Adu Matthewman Hale Paul Denman | Stronger Than Pride, 1988 | 3:37     |  |
| 10.                                    | «Nothing Can Come Between Us» (Single version)   | Adu Matthewman Hale             | Stronger Than Pride, 1988 | 3:55     |  |
| 11.                                    | «No Ordinary Love»                               | Adu Matthewman                  | Love Deluxe, 1992         | 7:21     |  |
| 12.                                    | «Like a Tattoo»                                  | Adu Matthewman Hale             | Love Deluxe, 1992         | 3:38     |  |
| 13.                                    | «Kiss of Life» (Single version)                  | Adu Matthewman Hale Denman      | Love Deluxe, 1992         | 4:11     |  |
| 14.                                    | «Please Send Me Someone to Love»                 | Percy Mayfield                  | Philadelphia, 1993        | 3:41     |  |
| 15.                                    | «Cherish the Day» (Remix version)                | Adu Matthewman Hale             | Love Deluxe, 1992         | 6:18     |  |
| 16.                                    | «Pearls»                                         | Adu Hale                        | Love Deluxe, 1992         | 4:34     |  |

## Créditos
Créditos adaptados desde las notas del álbum.
Sade
- Sade Adu – voz principal
- Andrew Hale – teclado
- Stuart Matthewman – guitarra, saxofón
- Paul Denman – bajo eléctrico

Músicos adicionales
- Dave Early – batería, percusión (1–7)
- Martin Ditcham – percusión (1–11, 13); batería (8–10, 13)
- Paul Cooke – batería (1–3)
- Terry Bailey – trompeta (1–7)
- Gordon Matthewman – trompeta (1–3)
- Pete Beachill – trombón (4–7)
- Leroy Osbourne – coros (7–13, 15, 16)
- Jake Jacas – coros (7)
- Gordon Hunte – guitarra (9, 14)
- Nick Ingman – sección de cuerdas (13, 16)
- Gavyn Wright – director de orquesta (11–13, 15, 16)
- Tony Pleeth – violonchelo (16)
- Karl Van Den Bossche – percusión (14)
- Trevor Murrell – batería (14)

Personal técnico
- Robin Millar – productor (1–7)
- Mike Pela – productor (7); ingeniero de audio, coproductor (8–13, 15, 16)
- Pete Brown – ingeniero asistente (1–7)
- Simon Driscoll – ingeniero asistente (1–7)
- Ben Rogan – productor (7); ingeniero de audio, coproductor (8–10)
- Sade – productor (7–13, 15, 16), arreglos (8–13, 15, 16)
- Phil Legg – ingeniero asistente (4–7)
- Melanie West – ingeniero asistente (8–10)
- Vince McCartney – ingeniero asistente (8–10)
- Franck Segarra – ingeniero asistente (8–10)
- Olivier de Bosson – ingeniero asistente (8–10)
- Alain Lubrano – ingeniero asistente (8–10)
- Jean-Christophe Vareille – ingeniero asistente (8–10)
- Sandro Franchin – ingeniero asistente (11–13, 15, 16)
- Adrian Moore – ingeniero asistente (11–13, 15, 16)
- Marc Williams – ingeniero asistente (11–13, 15, 16)
- Hein Hoven – productor, mezclas (14)
- Ian Cooper – masterización

Diseño
- Albert Watson – fotografía
- Jo Strettel – fotografía
- Peter Brawne – diseño de portada

## Posicionamiento

### Gráficas semanales
| Gráfica (1994–95)                                 | Pico de posición |
| ------------------------------------------------- | ---------------- |
| Australia (ARIA Charts)                           | 23               |
| Austria (Ö3 Austria Top 40)                       | 9                |
| Bélgica (BEA)                                     | 3                |
| Canadá (RPM Top Albums/CDs)                       | 22               |
| Dinamarca (Hitlisten)                             | 9                |
| Países Bajos (Album Top 100)                      | 21               |
| Europa (European Top 100 Albums)                  | 5                |
| Finlandia (Suomen virallinen lista)               | 12               |
| Francia (SNEP)                                    | 8                |
| Alemania (Offizielle Top 100)                     | 15               |
| Hungría (MAHASZ)                                  | 12               |
| Irlanda (IFPI)                                    | 6                |
| Italia (Italian Albums Chart)                     | 5                |
| Japón (Oricon Albums Chart)                       | 27               |
| Nueva Zelanda (RMNZ)                              | 5                |
| Noruega (VG-lista)                                | 12               |
| Portugal (AFP)                                    | 4                |
| Escocia (Scottish Albums Chart)                   | 26               |
| España (PROMUSICAE)                               | 10               |
| Suecia (Sverigetopplistan)                        | 7                |
| Suiza (Schweizer Hitparade)                       | 11               |
| Reino Unido (UK Albums Chart)                     | 6                |
| Reino Unido (UK R&B Albums Chart)                 | 1                |
| Estados Unidos (Billboard 200)                    | 9                |
| Estados Unidos (Billboard Top R&B/Hip-Hop Albums) | 7                |

| Gráfica (1999)                          | Pico de posición |
| --------------------------------------- | ---------------- |
| Bélgica (Valonia) (Ultratop 200 Albums) | 38               |

| Gráfica (2005)                       | Pico de posición |
| ------------------------------------ | ---------------- |
| Reino Unido (UK Jazz & Blues Albums) | 4                |

| Gráfica (2010) | Pico de posición |
| -------------- | ---------------- |
| Polonia (ZPAV) | 6                |

### Gráficas de fin de año
| Gráfica (1994)                | Pico de posición |
| ----------------------------- | ---------------- |
| Países Bajos (Album Top 100)  | 63               |
| Reino Unido (UK Albums Chart) | 40               |

| Gráfica (1995)                                    | Pico de posición |
| ------------------------------------------------- | ---------------- |
| Países Bajos (Album Top 100)                      | 83               |
| Europa (European Top 100 Albums)                  | 52               |
| Estados Unidos (Billboard 200)                    | 45               |
| Estados Unidos (Billboard Top R&B/Hip-Hop Albums) | 19               |